# 電能使用效率
电源使用效率（Power usage effectiveness，PUE）是一个比率（计算机数据中心设施使用的能源總量与输送给计算设备的能源之比），是指计算机数据中心使用能源的效率，具体来说，就是指计算设备使用了多少能源。
電能使用效率最初是由一个名为绿色电网的财团發明，並于2016年作为ISO/IEC 30134-2:2016的全球标准发布。
数据中心中任何不屬於计算设备的东西（如照明、制冷等）都被納入数据中心设施使用的能源總量的範圍。一个理想的PUE是1.0，可以理解成照明、制冷等完全不需要用電，只有计算设备需要用電。
{\displaystyle \mathrm {PUE} ={{\mbox{Total Facility Energy}} \over {\mbox{IT Equipment Energy}}}=1+{{\mbox{Non IT Facility Energy}} \over {\mbox{IT Equipment Energy}}}}